# Моносзон, Абрам Исаакович
Абрам Исаакович Моносзон (1914, Могилёв, Белоруссия – 24.01.2007, Москва, Россия) — советский и российский художник.

## Биография
Родился в семье, соблюдающей еврейские традиции. Его отец Ицик Моносович Моносзон, ремесленник-слесарь, а мать, Лея Лейбовна - домохозяйка. В семье было пять сыновей. 
Под влиянием старшего брата, художника Моноса Моносзона (1907-1989), заинтересовался изобразительным искусством. Старший брат учился в Витебске, где в те годы преподавали Юдель Пэн, Казимир Малевич и Марк Шагал.
Абрам Моносзон начал учиться живописи в Могилёве у художника Натана Моисеевича Воронова. Был призван в Красную армию, а после демобилизации в 1934 году переехал в Москву. В 1941 окончил художественное отделение Московского текстильного института, где живопись преподавал Александр Куприн, а рисунок Вениамин Эйгес.
С началом Великой Отечественной войны все пять братьев Моносзон ушли на фронт. Абрам воевал с марта 1942 года и был демобилизован в августе 1945 года. Их родители были убиты немцами в Могилеве осенью 1941 года.
Вернувшись в Москву, Абрам Моносзон работал в художественном комбинате как художник-живописец, подрабатывал заказами в области полиграфической продукции и писал картины.

## Творчество
Основными темами его работ поначалу были натюрморты и пейзажи, а потом к ним добавились жанровые сценки из цикла «Коммуналки» (1960-е), цикл «Майн Могилев» («Мой Могилев» - тематика цикла еврейский Могилев и жизнь белорусских местечек), «Холокост» и цикл, который он считал верхом своего творчества, картины на тему книг ТАНАХа – еврейского Священного писания, созданные в 1982-1995 годах. В этот цикл входили картины «Адам и Ева», «Изгнание из Рая», «Иосиф раздает хлеб в Египте», «Спасение Моисея», «Первые скрижали», «Золотой телец», «Самсон и Далила», «Самсон», «Пир Валтасара», «Руфь моавитянка», «Артаксеркс, Эсфирь и Аман». 
Любимой его картиной была «Шабат в Могилеве», 1984. На ней изображена вся большая семья Моносзон, встречающая шабат. Встреча субботы - крайне редкий сюжет для советского изобразительного искусства.

## Музей современного еврейского искусства в Москве
В середине 1990-х художник, не имеющий возможности показывать где-нибудь свои картины, Моносзон узнает о существовании в московском районе Измайлово, вначале подпольного, а в те годы уже просто неофициального, еврейского музея, который создал деятель еврейского культурного движения в СССР Александр Фильцер вместе с помогавшими ему художниками. Он начинает посещать музей и выставлять там свои произведения. В 1997 в этом музее открывается первая, после долгого перерыва, выставка 83-летнего художника, на которой было выставлено двенадцать его картин.  Будучи весьма пожилым человеком, Моносзон беспокоился о будущем своих еврейских и, как ему казалось, никому не нужных в России, работ. В 1999 он принимает решение отправить их в Государство Израиль. Хотя, незадолго до этого Музей еврейского наследия и Холокоста (в настоящее время Мемориальная синагога на Поклонной горе в Москве) приобрёл в своё собрание его картину «День победы».

## Выставки
Абрам Моносзон начиная с 1949 года участвовал во многих Всесоюзных выставках и выставках, организованных МОСХ. Но за «неверное изображение образа вождя» на картине «Ленин и дети» его исключили из Союза художников в 1956 году.
- Музей современного еврейского искусства, выставка работ, Москва, 1997
- Центральный дом художника, персональная выставка,  Москва, 2004
- Центральный дом художника, выставка «Другое искусство. Праздники», художники А. Моносзон, Л. Нисенбаум, И. Табенкин, Москва, 2006
- Музей Марка Шагала (Витебск), персональная выставка,  Витебск, Беларусь, 2009
- Музей Востока, Москва, 2014. Выставка, посвященная 100-летию со дня рождения художника, организована Министерством культуры РФ, Союзом художников РФ и галереей «Веллум».

Работы А. Моносзона включены в цикл выставок, основанных на работах Меера Аксельрода "Немецкая оккупация", подготовленных Фондом Александра Печерского.
- Государственный центральный музей современной истории России. Выставка "Немецкая оккупация. Взгляд переживших", 2018. Живопись и графика Меера Аксельрода и Абрама Моносзона. Кураторы выставки: Любовь Агафонова, Пётр Баранов и Илья Васильев.[1] [2]
- Нижегородский государственный выставочный комплекс. Выставка "Немецкая оккупация. Взгляд переживших", 2018. Живопись и графика Меера Аксельрода и Абрама Моносзона. http://stnmedia.ru/news/21742/ Кураторы выставки Любовь Агафонова и Петр Баранов.[3][4]
- Академия художеств, Петербург. Выставка "Немецкая оккупация", 2019. Живопись и графика Меера Аксельрода и Абрама Моносзона. Кураторы выставки — директор Фонда Александра Печерского Юлия Макарова и арт-директор галереи «Веллум» Любовь Агафонова.[5]